# Катарина Поповић Миџина
Катарина Поповић Миџина (Нови Сад, 1830 — 1902) била је ауторка прве књиге рецепата писане на ћирилици, народним српским језиком, Великог српског кувара, објављеног 1878. године. Кувар је за Катарининог живота имао неколико издања, а репринти су објављени крајем 20. и у 21. веку. Велики број јела припремљених према рецептима из овог кувара постао је део српске кулинарске традиције.

## Биографија
О животу Катарине Поповић Миџине не зна се много. Потиче из угледне породице Петровић, која је по надимку називана Пургермајсторова, што би могло да значи да је предак био градоначелник ("биргермајстер"). Познато је да се око 1844. у новосадском дилетантском позоришту бавила глумом. На челу овог позоришта био је преводилац и прерађивач драмских дела Константин Поповић Комораш, а трупа је већином била састављена од чланова његове породице. У кућу Поповића долазила је још као девојка, дружећи се са Коморашевом ћерком Аном. Била је лепа, весела, талентована и интелигентна девојка и лако се укључивала у забаве и позоришне представе које су приређиване у Коморашевој кући и кафани „Код фазана”. Ту је Катарина упознала најстаријег Коморашевог сина, правника Димитрија Поповића Миџу. Према тадашњим обичајима у новосадској грађанској средини, одмах је прозвана Миџина (или Миџиница).

## Велики српски кувар
Године 1878. Катарина Поповић Миџина је објавила Велики српски кувар. Био је то први кувар објављен на ћирилици и на српском народном језику. Када се књига крајем 19. века појавила у продаји постала је прави хит. За њеног живота објављено је неколико издања, под делимично измењеним насловима.
При састављању кувара Катарина се служила белешкама своје мајке, Наталије Наничке Петровић, која је „била на гласу са своје вештине кувања“. Такође је користила и искуства својих пријатељица, а пренела је понеки рецепт и из најбољих страних кувара и европских женских журнала. Све рецепте које је објавила у Великом српском кувару и сама је пробала, те је њена препорука да је кувар „поуздани руковођа свакој домаћици“, примана с великим поверењем. Осим рецепата, ауторка је у књигу унела савете и упутства о декорисању и сервирању јела, постављању трпеза и организовању различитих скупова, попут вечера, пријема, балова и слично.